# Борис Уткин
Борис Павлович Уткин (23 февруари 1923 г., Бронницки район, Московска губерния – 30 юни 2023 г.) – участник в парада на 7 ноември 1941 г., съветски артилерист, политработник и военен лидер, генерал-полковник (29 април 1985 г.). Почетен гражданин на Москва (2023).

## Биография
Роден на 23 февруари 1923 г. в село Петровское, Бронницки район, Московска губерния. Баща – Уткин Павел Василиевич (1896 – 1968), майка – Уткина Александра Ивановна (1901 – 1984).
Основно училище завършва в родното си село, а прогимназия в с. Синково, Раменски район. Той съчетава обучението си с активна комсомолска работа (член на ВЛКСМ от 1938 г.), военно-приложен спорт и самодейност.
Участник във Великата отечествена война. През юли 1941 г. той е изпратен от окръжната военна служба в 1-ва Московска червенознаменна артилерийска школа на името на Леонид Красин, която след участие в отбраната на Москва се превръща в 1-ва гвардейска минохвъргачна и артилерийска школа. Участва в парада на Червения площад на 7 ноември 1941 г. Завършва училището, след като то е евакуирано в уралския град Миас. След завършване на Военната академия с чин лейтенант служи в 390-и отделен гвардейски минохвъргачен дивизион като командир на взвод, заместник-командир на батарея Катюши (1942 г.), командир на батарея (от януари 1943 г.), началник-щаб (от май 1943 г.), а от февруари 1944 г., след присвояване на званието капитан, като командир на дивизион. Член на КПСС от 1943 г.
Воюва на Воронежкия, Степния и 2-ри украински фронтове. Участва в битката при Сталинград, битките при Курск и Днепър, Корсун-Шевченковската, Уманско-Ботошанската, Яско-Кишиневската, Карпатската и Дебреценската операции, освобождава Унгария и Австрия. В края на войната е назначен за командир на 1-ви специален дивизион на новите реактивни системи BM-13DD.
След края на войната Уткин служи в Тамбовския научен изпитателен център, след това като заместник-началник на щаба на 481-ва артилерийска бригада. Завършва специални мобилизационни курсове и участва в разработването на първия следвоенен мобилизационен план. Завършва и двугодишен университет по марксизъм-ленинизъм.
През 1949 г. постъпва в артилерийския отдел на Военно-политическата академия „Владимир Ленин“, която завършва през 1953 г. От 1953 до 1959 г. – заместник-командир на полка по политическите въпроси в Московския военен окръг и Групата на съветските сили в Германия, от 1960 до 1967 г. – началник на политическия отдел на артилерията и моторизираните стрелкови дивизии на Групата съветски войски в Германия, след това има служба в Уралския военен окръг.
През 1959 – 1961 г. завършва специални курсове в Артилерийската академия „Михаил Калинин“. От 1967 г. до октомври 1971 г. е началник на Свердловското висше военно-политическо танково-артилерийско училище. От 1971 г. служи в органите за командване, обучение и обучение на оперативно, оперативно-стратегическо и стратегическо ниво: член на Военния съвет на 2-ра гвардейска танкова армия (1971 – 1975), Волжки военен окръг (Куйбишев, 1975 – 1981), помощник на главнокомандващия на войските на Варшавския договор по политическите въпроси (Варшава, 1981 – 1982), заместник-началник на Главното политическо управление на Съветската армия и флота (1981 – 1984), член на Военния съвет на войските на западното направление (1984 – 1989).
Избиран е за делегат на XXIII - XXVII конгреси и XIX конференция на КПСС. Бил е депутат във Върховния съвет на РСФСР (1976 – 1985) и на БССР (1985 – 1990), участвал е в работата на Комисията по помилването на Върховния съвет на СССР.
Пенсиониран е през 1989 г. с чин генерал-полковник. От февруари 1989 г. продължава да работи като старши научен сътрудник в редакцията на Военната енциклопедия на Института за военна история. Автор на редица мемоари и трудове по история на въоръжените сили на СССР.
Живял в Москва. От 2010 г. е член на настоятелството на фондация „Тръст“.
Умира на 30 юни 2023 г. Погребан е във Федералния военен мемориал „Пантеон на защитниците на отечеството“.
Деца: Игор (роден 1946 г.), главен енергетик в завод в Урал; Владимир (роден през 1953 г.), професор във Военната академия на стратегическите ракетни сили „Петър Велики“.

## Награди
Награден е с руски орден „Александър Невски“ (2022), Орден на честта, съветски ордени на Ленин, Червено знаме, Отечествена война 1-ва степен, Червено знаме на труда, Червена звезда (три пъти), „За служба на Родината във въоръжените сили на СССР“ 3-та степен, както и много медали, включително „За военна заслуга“, „За отбраната на Москва“, „За отбраната на Сталинград“, „За превземането на Будапеща“, „За превземането на Виена“.
Удостоен е и с чуждестранни награди: румънския орден „Тудор Владимиреску“ 2-ра степен, полския кръст за заслуги, медалите „За укрепване на приятелството по оръжие“ (Чехословакия) и „Братство по оръжие“ (ГДР).
Награден е с медал „Петър Велики“ на Руската академия на науките и значка „Почетен гражданин на град Москва“ (2023).